# نيكولا باتشيكو إسبينوزا
نيكولا باتشيكو إسبينوزا (بالإسبانية: Nicolas Pacheco Espinosa)‏ هو لاعب رماية بيروفي، ولد في 23 أغسطس 1994.

## وصلات خارجية
- نيكولا باتشيكو إسبينوزا على موقع الاتحاد الدولي (الإنجليزية)
- نيكولا باتشيكو إسبينوزا على موقع اللجنة الأولمبية الدولية (الإنجليزية)
- نيكولا باتشيكو إسبينوزا على موقع أوليمبيديا (الإنجليزية)